# Elvira Larrazabal
Elvira Larrazabal Bengoetxea (Guecho, Vizcaya, 28 de octubre de 1933) es una pionera del golf española,  campeona nacional entre los años 1952 y 1955. En el año 1958 se convirtió en la primera golfista profesional en España.

## Biografía
Larrazabal comenzó su carrera de golfista en su infancia. En esos primeros años cincuenta,  no solo tuvo que derribar el muro del machismo, ya que no la permitían federarse, sino también la barrera elitista, puesto que el golf era un deporte de élite y especialmente el del club de Neguri, ya que dada su ubicación en la zona costera perteneciente a la oligarquía vasca, solo lo frecuentaban los socios de dicho club pertenecientes a la élite bilbaína.
En la extensa entrevista realizada en el diario El País publicada en marzo del año 2021, declara que  “Siempre he saltado obstáculos": Larrazabal era la única golfista profesional, hecho que le impedía competir al no haber más jugadoras con ese estatus, la diferencia por género entre practicantes era un abismo que se prolongó durante todo el siglo XX. Desde el primer año de registros de la federación de golf, en el año 1968, solo había 109 licencias entre ambas categorías, la masculina y femenina, siendo ella la única mujer. A principios del año 2021, el dato de brecha de género de golfistas federados sigue siendo muy evidente: de 1.564 profesionales en España, entre ellos solo 86 son mujeres, un 6,8%.
En el campo de golf de su ciudad Guecho, a unos 30 kilómetros de Bilbao, ejerció de profesora durante 7 años, hasta que en el año 1965 abandonó el deporte por cuidar a su hija enferma.
Considerada pionera absoluta del deporte español, ganó todos los campeonatos entre los años 1952 y 1955 y diferentes campeonatos europeos.             

## Vida familiar
Hija del profesor de golf del club de Neguri, vivían en una casa lindando con dicho club; la casa familiar provenía de su abuelo, que fue el jardinero de dicho club. Influenciada por la proximidad y el trabajo de su padre, empezó a jugar a los 16 años en la huerta de su casa, al lado del green  del club de Neguri, en Guecho, donde residía junto a sus tres hermanos. Familia de deportistas, sus hermanos también lo fueron. Larrazabal se casó con el árbitro internacional de futbol José Mª Ortiz de Mendibil, con quien tuvo tres hijos, estos también desarrollaron sus carreras en el mundo del deporte, Perú, el mayor, fue jugador internacional de hockey sobre hielo y árbitro internacional de este deporte, es el hijo que cuida cada recuerdo de la historia de su madre. Iñigo también fue internacional de hockey, además de ser campeón del mundo de culturismo, hasta que nació su hija Carmen con una parálisis cerebral, hecho que trastocó su carrera, prevaleciendo su compromiso como madre al cuidado de su hija.

## Reconocimientos
En el año 2010 el Ayuntamiento de Getxo reconoció su trayectoria en los Premios del Deporte que se organizan en Fadura, haciéndole entrega del Molino de Aixerrota de plata.
En Guecho, su pueblo natal, se realiza periódicamente una ruta deportiva en homenaje a su labor como deportista de élite y mujer ejemplar por su gran valía, tesón y afán de superación.